# 裘西·J
喬登·邁克爾·休斯敦（英語：Jordan Michael Houston，1975年4月5日—），以其藝名裘西·J（英語：Juicy J）聞名，是一位來自田納西州曼非斯的饒舌歌手、詞曲作家和唱片製作人。他是于1991年成立的南部嘻哈組合邪惡黑幫的創始成員。2002年，他還在邪惡黑幫的時候就發行了自己的首張個人專輯《Chronicles of the Juice Man》。2011年，裘西·J宣佈他是威茲·哈利法泰勒組唱片的股東和A&R代表，并在隔年他簽約哥倫比亞唱片和卢克博士的Kemosabe唱片。2013年8月27日，裘西·J透過上述唱片發行他的第三張專輯《Stay Trippy》。他與經常合作和同事的饒舌歌手專案高手為兄弟關係。

## 外部連結
- 官方网站
- 裘西·J在互联网电影资料库（IMDb）上的資料（英文）